# Pliomelaena zonogastra
Pliomelaena zonogastra es una especie de insecto del género Pliomelaena de la familia Tephritidae del orden Diptera.

## Historia
Mario Bezzi la describió científicamente por primera vez en el año 1913.